# جيمس سميث (عسكري أمريكي)
جيمس سميث (بالإنجليزية: James Smith)‏ هو بحار أمريكي، (ولد في هاواي في الولايات المتحدة 1838  م).